# Restaurador (1841)
La goleta Restaurador fue un buque de la Armada Argentina partícipe de las guerras civiles.

## Historia
No se tienen antecedentes anteriores a la noticia aparecida en el British Packet del 4 de marzo de 1841 en la que se refiere su llegada del río Paraná para reunirse al mando del capitán Nicolás Jorge a la escuadrilla de la Confederación Argentina.
En el mes de enero de 1842 completó su alistamiento y con armamento completo en febrero pasó a sumarse al bloqueo de Montevideo al mando del teniente José María Pinedo. Tras una breve permanencia en el teatro de operaciones, al incorporarse los buques adquiridos por el estado a esos efectos en el mes de marzo, la Restaurador pasó a desarme.